# Eric Graise
Eric Graise (* 6. März 1990 in Atlanta) ist ein US-amerikanischer Schauspieler und Tänzer.

## Persönliches
Graises Mutter war 18 Jahre alt und College-Anfängerin, als er geboren wurde. Ihm wurden in der Kindheit beide Beine amputiert, weil die Wadenbeinknochen nicht ausgebildet waren. Er benutzt im Alltag Beinprothesen und zum Tanzen einen Rollstuhl. Er studierte zunächst 2008 an der Shorter University mit Hauptfach Musik statt Schauspiel, weil er überzeugt war, dass er mit seiner Behinderung keine Arbeit in der Branche finden würde. Er hatte ein Vollstipendium für ein renommiertes Opernprogramm, aber wechselte zu der University of West Georgia mit dem Fach Wirtschaft und nach drei Jahren zu Kunst. Weil er währenddessen zu Vorsprechen ging und an Shows und Musicals teilnahm, überzeugten seine Professoren ihn schließlich, zu Schauspiel zu wechseln, worin er nach sechs Jahren am College mit einem Bachelor den Abschluss machte. Für ein Praktikum arbeitete er drei Monate lang in New York City für eine Castingagentur des Broadway.

## Karriere
Graise hatte zwei Kleinauftritte in The Walking Dead als beinlose Zombies.
Er tanzte mit der Full Radius Dance Company, die aus Menschen mit und Menschen ohne Behinderung besteht. Diese stand gerade vor einer Tour nach Spanien, als der Gründer und Leiter Douglas Scott für die YouTube-Serie Step Up: High Water, die auf den Filmen Step Up basiert, kontaktiert wurde. Graise erhielt, nachdem er ein Bewerbungsvideo eingesandt hatte, die Rolle des im Rollstuhl sitzenden Tänzers King, die er 2018 nach der Rückkehr aus Spanien zu spielen begann. Für den Modedesigner Tommy Hilfiger wurde er Teil einer Kampagne für adaptive Kleidung, die es Menschen mit verschiedenen Einschränkungen einfacher machen soll sich selbst ankleiden zu können.
In der Serie Locke & Key erhielt er die Rolle Logan Calloway, die nicht in der Comicvorlage existiert und für die Serie kreiert wurde. Die Rolle sollte ursprünglich einen Rollstuhl benutzen, aber er konnte die Serienschöpfer überzeugen, dass er lieber die für ihn normalen Prothesen benutzen wollte.
In der Neuauflage von Queer as Folk aus 2022 ist seine Rolle Teil der Repräsentation Schwuler mit Behinderung, wozu etwa auch eine Sexszene gehört, um Menschen mit Behinderung als sexuelle Wesen in freudvollen, nicht-traumatischen Momenten darzustellen.

## Filmografie (Auswahl)
- 2011, 2016: The Walking Dead (2 Episoden)
- 2018: Limited Space (Kurzfilm, auch Drehbuch und Regie)
- 2018–2022: Step Up: High Water (29 Episoden)
- 2020–2022: Locke & Key (9 Episoden)
- 2020: Der Denver-Clan (Dynasty, 1 Episode)
- 2020: Teenage Bounty Hunters (8 Episoden)
- 2021: The Tomorrow War
- 2022: Queer as Folk (6 Episoden)
- 2022: The Places We Won’t Walk (Kurzfilm)
- seit 2024: Tracker